# Менталитет краба

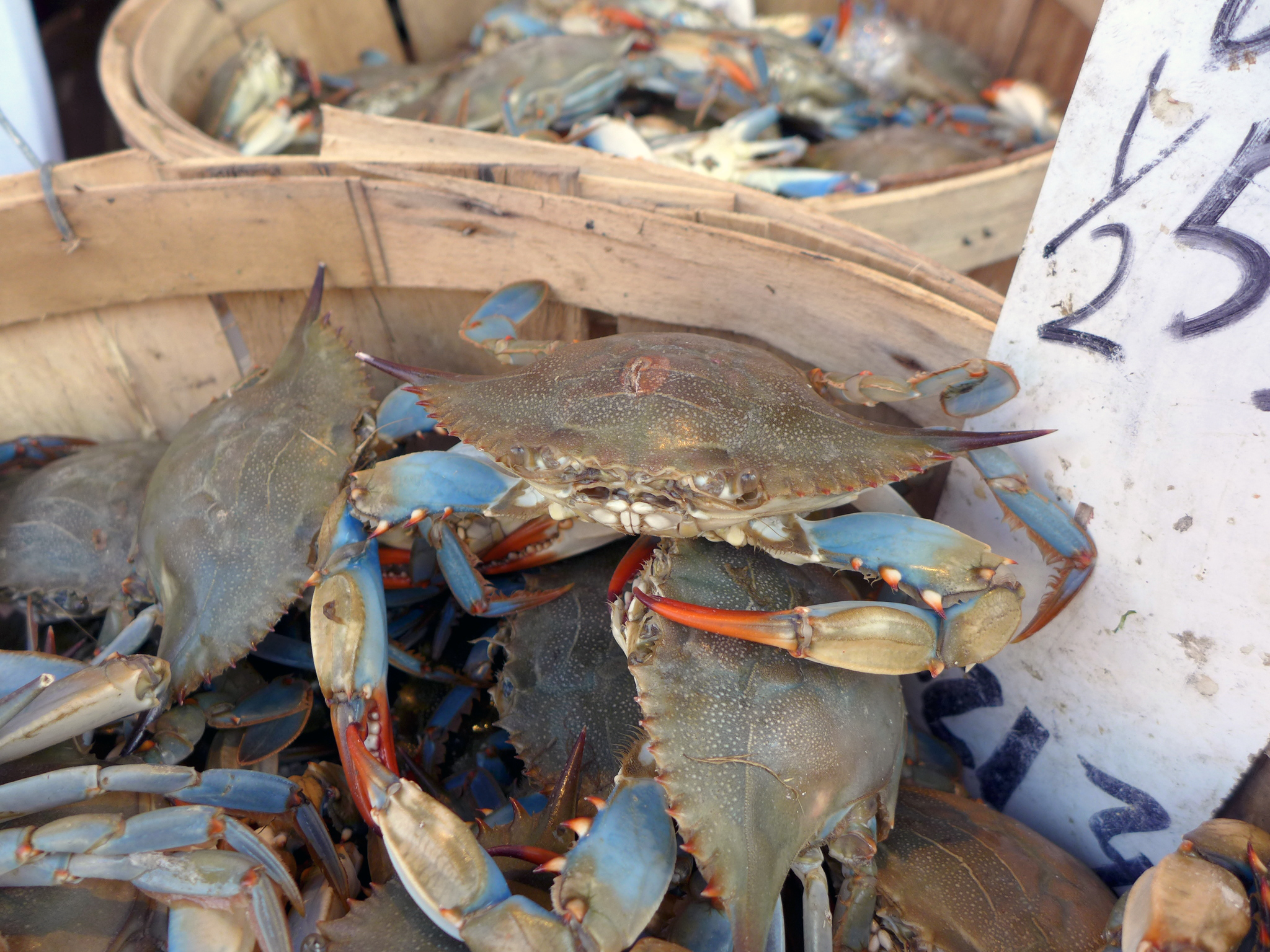
Ведро живых крабов

Менталитет краба (англ. crab mentality, иногда crab bucket theory — «теория ведра с крабами») — понятие, обозначающее разновидность эгоистичного поведения без рассмотрения долгосрочных последствий. Название происходит от поведения посаженных в ведро крабов: некоторые из них могли бы выбраться из ведра, но, когда те достигают границы ведра, другие крабы вцепляются в них и мешают им выбраться.
Понятие переносится с крабов и побега из ведра на людей и подъём по социальной лестнице: в некоторых человеческих обществах наблюдается нетерпимость к более успешным членам общества, которым другие люди мешают добиться большего успеха. Исследователь Джон Ройека (англ. Jon E. Royeca) приводит многочисленные примеры проявления данного менталитета в британской, американской, ирландской, японской, китайской, индийской и сингапурской культурах.